# عدنان (اسم)
عدنان هو اسم عربي يعطى للمذكر وهو شائع جداً في العالم العربي والإسلامي، ومعناه:مقيم، مستوطن، دائم البقاء، وهو مشتق من العَدْن: وهي أن تلزم الإبل المكان فتألفه ولا تبرْحَهَ.

## أسماء اشخاص يحملون الاسم
- عدنان أديوار
- عدنان ضيف
- عدنان بدران
- عدنان درجال
- عدنان الدليمي
- عدنان الحسيني
- عدنان يانوزاي
- عدنان القيسي
- عدنان خاشقجي
- عدنان منصور
- عدنان مندريس
- عدنان أوكطار
- عدنان الباجه جي
- عدنان ابراهيم
- عدنان الشويلي

## لقب
- علي عدنان
- إيتيل عدنان